# Pierre Silvain
Pierre Silvain est un écrivain et dramaturge français né à Oulad Salah au Maroc le 22 septembre 1926 et mort le 30 octobre 2009 à Paris.

## Biographie
Pierre Silvain, pseudonyme de Duret (Pierre, Maurice, Henri). Fils de Léon Duret, Agriculteur, et de Mme, née Angèle Boucolle. Etudes : Lycée Lyautey à Casablanca, Ecole des beaux-arts et Faculté de droit de Rabat. Diplômes : Licencié en droit. Fonctionnaire dans les services du ministère des Finances à Rabat et à Casablanca, à Sarrebruck (Allemagne) et à Paris (1952-88); Collaborateur de la revue Réalités secrètes (1955-93), Ecrivain depuis 1960. Membre-fondateur de la fondation Noésis (développement des cultures francophone et hispanophone) depuis 1983, Membre du Pen Club (1965-90) et de la Société des gens de lettres (SGDL) depuis 1999.

## Œuvres
- Les Couleurs d’un hiver, Verdier, 2010
- Assise devant la mer, Verdier, 2009
- Julien Letrouvé, colporteur, Verdier, 2007 (Prix de la Ville de Caen, 2008)
- Passage de la morte - Pierre Jean Jouve, L'Escampette Éditions - Essai, 2007
- Le Côté de Balbec, essai, L’Escampette, 2005.
- Les Chiens du vent, poésie, sur des encres de Jean-Claude Pirotte, Cadex, 2002.
- Le Jardin des retours, Verdier, 2002.
- Le Brasier, le fleuve, essai, « L’un et l’autre », Gallimard, 2000.
- Petites proses voyageuses, avec des illustrations de Colette Deblé, éd. Cadex, 1998.
- Dans la nuit de Médée, roman, éd. Hors Commerce, 1998.
- La gloire éphémère de Joao Matos, roman, Julliard, 1995.
- Détours, proses, éd. Rougerie, 1994.
- Les chemins de la terre, proses, éd. Rougerie, 1992.
- Le Guetteur invisible, récit illustré de photographies de Pierre Schwartz, éd. Noésis, 1990.
- L'empire fortuné, roman, éd. Manya, 1985.
- Le regard du serpent, roman, éd. Mazarine, 1985.
- Une douleur d'amour, roman, Fayard, 1983.
- Les Espaces brûlés, récit, Mercure de France, 1977.
- Le Grand Théâtre, roman, Mercure de France, 1973.
- Mélodrame, théâtre, Gallimard, 1971.
- Les Éoliennes, roman, Mercure de France, 1971.
- La promenade en barque, roman, Mercure de France, 1969.
- Zacharie Blue, roman, Mercure de France, 1968.
- La Fenêtre, roman, Mercure de France, 1966.
- La Dame d'Elche, roman, Mercure de France, 1965.
- L'Air et la chanson, roman, Plon, 1964.
- La Chair et l'ombre, roman, Plon, 1963.
- La Part de l'ombre, roman, Plon, 1960.